# Kanken Tōyama
 (mars 2018).
Si vous disposez d'ouvrages ou d'articles de référence ou si vous connaissez des sites web de qualité traitant du thème abordé ici, merci de compléter l'article en donnant les références utiles à sa vérifiabilité et en les liant à la section « Notes et références ».
Kanken Tōyama, né le 24 septembre 1888 et mort le 24 novembre 1966, est un grand maître japonais des arts martiaux.